# أولاد عزوز الشرقيين (أولاد عزوز)
أولاد عزوز الشرقيين هي إحدى مشيخات المملكة المغربية، تتبع جغرافيا لإقليم خريبكة وإداريًا لأولاد عزوز. يقدر عدد سكانها بـ 3803 نسمة حسب الإحصاء الرسمي للسكان والسكنى لسنة 2004.